# André Duhaime
André Duhaime, né à Montréal le 19 mars 1948, est un poète québécois. Il vit en Outaouais,.

## Biographie
André Duhaime détient une maîtrise en lettres de l'Université d'Ottawa (1994).
De 1978 à 2013, il enseigne le français langue étrangère au Cofi de l'Outaouais.
Pionnier du haïku francophone au Canada, son travail littéraire se caractérise par la pratique des formes classiques de la poésie japonaise. « André Duhaime est, parmi les contemporains comme Robert Mélançon et Jacques Brault, celui dont on reconnaît la valeur d'une poésie teintée d'esprit taoïste »,. Par l'exploration du « récit de rêve », Duhaime s'intéresse également aux possibilités littéraires que permet le rêve,.
En poésie, il fait paraître plusieurs titres dont Pelures d'oranges (Éditions Asticou, 1987), Clairs de nuit (Triptyque, 1988), Traces d'hier (Éditions du Noroît, 1990), D'hier et de toujours (Éditions David, 2003) ainsi que Marcher le silence : carnets du Japon en collaboration avec André Girard (Leméac, 2006),,,.
En littérature jeunesse, il publie notamment Bouquets d'hiver (Plaine, 2002), Pissenlits et mauvaises herbes (Christian Feuilette, 2007) ainsi que Des têtes des queues des pattes (Christian Feuilette, 2007).
Il assure également la direction de plusieurs collectifs dont Chevaucher la lune (Éditions David, 2011), Pixels : collectif de haïkus, en collaboration avec Hélène Leclerc (Vents, d'ouest, 2008), Adrénaline en collaboration avec Hélène Leclerc (Vents, d'ouest, 2009) ainsi que J'amour : collectif de tankas toujours en collaboration avec Hélène Leclerc (Éditions Cornac, 2011).
Il publie plusieurs anthologies dont Haïku sans frontières : une anthologie mondiale (Éditions David, 1988) qui regroupe 181 auteurs internationaux de haïkus.
Récipiendaire du Grand Prix d'excellence au gala des Culturiades (2001) ainsi que du Prix Canada-Japon (2008) avec André Girard, il reçoit également Prix à la création artistique du Conseil des arts et des lettres du Québec pour la région de l'Outaouais (2011),,.
André Duhaime est membre de l'Union des écrivaines et des écrivains québécois.

## Œuvres

### Poésie
- Peau de fleur, Hull, Éditions Asticou, 1979, 75 p. (ISBN 2891980107)
- Haïkus d'ici, avec une préface de Jacques Brault et les illustrations & calligraphie de Dorothy Howardm Hull, Éditions Asticou, 1981, 116 p. (ISBN 2891980271)
- Pelures d'oranges : haïkus, Hull, Éditions Asticou, 1987, 56 p. (ISBN 2891980727)
- Au jour le jour, avec six dessins de Jan Machálek, Montréal, Éditions du Noroît, 1988, 60 p. (ISBN 2890181685)
- Clairs de nuit, Montréal, Triptyque, 1988, 92 p. (ISBN 2890310787)
- Traces d'hier, avec six dessins de Réal Calder, Montréal, Éditions du Noroît, 1990, n.p. (ISBN 2890182096)
- Cet autre rendez-vous, avec une préface de Robert Melançon, Orléan, Éditions David, 1996, 121 p. (ISBN 2-922109-05-4)
- Quelques jours en hiver et au printemps : renku, en collaboration avec Gordan Škiljević, avec des dessins numériques de Louise Mercier, Orléan, Éditions David, 1997, 75 p. (ISBN 2-922109-08-9)
- De l'un à l'autre : renku, en collaboration avec Carol LeBel, accompagné des encres de Gernot Nebel, Orléan, Éditions David, 1999, 78 p. (ISBN 2-922109-25-9)
- D'hier et de toujours, Ottawa, Éditions David, 2003, 96 p. (ISBN 2-89597-012-2)
- Marcher le silence : carnets du Japon, en collaboration avec André Girard, Montréal, Leméac, 2006, 115 p. (ISBN 978-2-7609-6515-7)
- Séjours : haïkus et tankas, Montréal, Christian Feuillette, 2009, 97 p. (ISBN 978-2-923438-24-5)
- D'encres et de silences, en collaboration avec Carol Lebel et Sylvie Nicolas, Québec, Cornac, 2014, 90 p. (ISBN 9782895293019)
- Les quatre éléments en poésie : feu, eau, terre, air, avec des illustrations de Janet La France, Saint-Boniface, Éditions des Plaines, 2015, 54 p. (ISBN 9782896115150)
- Au soleil avec Jean Hector et la petite Anne : honkadori à Cuba, avec des illustrations de Raymond Aubin, Gatineau, Éditions Neige-galerie, 2017, n.p. (ISBN 9782924384107)

### Fictions
- Visions outaouaises : Ottawa, Ottawa, Éditions de l'Université d'Ottawa, 1984, 79 p. (ISBN 2760340570)
- Châteaux d'été, avec des images de Francine Couture, Hull, Éditions Asticou, 1990, 30 p. (ISBN 289198112X)
- Le Soleil curieux du printemps, avec des images de Francine Couture, Hull, Éditions Asticou, 1990, 30 p. (ISBN 2891981081)

### Littérature jeunesse
- Bouquets d'hiver, avec les illustrations de Francine Couture, Saint-Boniface, Plaine, 2002, 30 p. (ISBN 2-921353-81-4)
- Automne! automne!, avec les illustrations de Francine Couture, Saint-Boniface, Plaine, 2002, 30 p. (ISBN 2-921353-80-6)
- Le soleil curieux du printemps, avec les illustrations de Francine Couture, Saint-Boniface, Plaine, 2003, 32 p. (ISBN 2-921353-92-X)
- Pissenlits et mauvaises herbes, avec les illustrations de Romi Caron, Montréal, Christian Feuilette, 2007, 29 p. (ISBN 978-2-923438-15-3)
- Des têtes des queues des pattes, avec les illustrations de Romi Caron, Montréal, Christian Feuilette, 2007, 31 p. (ISBN 978-2-923438-16-0)

### Anthologies et collectifs
- Haïku, anthologie canadienne, sous la direction de Dorothy Howard et André Duhaime, Hull, Éditions Asticou, 1985, 240 p. (ISBN 2891980476)
- Haïku sans frontières : une anthologie mondiale, sous la direction d'André Duhaime, Orléans, Éditions David, 1988, 441 p. (ISBN 2-922109-14-3)
- Chevaucher la lune : anthologie du haïku contemporain en français, sous la direction d'André Duhaime, avec une préface de Maurice Coyaud, accompagnée des encres de Joscelyn Vaillancourt, Orléans, Éditions David, 2001, 278 p. (ISBN 2-922109-57-7)
- Dire le Nord, sous la direction de Francine Chicoine et André Duhaime, accompagné des encres de Claire Gendron, Ottawa, Éditions David, Saint-Boniface, Éditions du Blé, 2002, 149 p. (ISBN 2-922109-76-3 et 9782922109764)
- Pixels : collectif de haïkus, sous la direction d'André Duhaime et Hélène Leclerc, Gatineau, Vents d'Ouest, 2008, 115 p. (ISBN 978-2-89537-153-3)
- Adrénaline, sous la direction d'André Duhaime et Hélène Leclerc, Gatineau, Vents d'Ouest, 2009, 109 p. (ISBN 978-2-89537-171-7)
- J'amour : collectif de tankas, sous la direction d'André Duhaime et Hélène Leclerc, avec les illustrations et la conception graphique de Marie Leviel, Québec, Éditions Cornac, 2011, 52 p. (ISBN 978-2-89529-172-5)

## Prix et honneurs
- 2001 - Récipiendaire : Grand Prix d'excellence au gala des Culturiades[13]
- 2008 - Récipiendaire : Prix littéraire Canada-Japon (pour Marcher le silence : carnets du Japon)[11],[14]
- 2009 - Finaliste : Prix du Conseil des arts des arts et des lettres du Québec[15]
- 2010 - Récipiendaire : Prix à la création artistique pour la région de l'Outaouais du Conseil des arts et des lettres du Québec[12]